# April Rain
April Rain ist ein US-amerikanischer Actionfilm aus dem Jahr 2013. Der Film erschien als Direct-to-DVD-Produktion am 1. Juli 2013 in den USA.

## Handlung
Nachdem eine Gruppe von Terroristen sich dazu verschworen hat, die Vereinigten Staaten von innen heraus zu attackieren, liegt es in den Händen einer para-militärischen Spezialeinheit, die Bedrohung zu identifizieren, zu infiltrieren und auszuschalten.

## Schusswaffen
Im Film werden folgende Schusswaffen benutzt:
- Beretta 92FS
- Makarov PMM
- Makarov PM
- Taurus PT92AF
- Smith & Wesson Model 64
- SIG-Sauer P226
- Mossberg 500 Cruiser
- Norinco Type 56
- Norinco Type 56-1
- Colt M16A2

## Produktion
Als Hauptdarsteller konnte Luke Goss, unter anderem bekannt aus Blade II und Hellboy – Die goldene Armee, gewonnen werden. Der Film wurde in Los Angeles, Kalifornien gedreht. Seine Produktionskosten betrugen schätzungsweise 11,6 Millionen US-Dollar, was für eine Direct-to-DVD-Produktion verhältnismäßig hoch ist.
Bei den Filmaufnahmen wurden Quadrocopter eingesetzt. Sie wurden für Luftaufnahmen verwendet und sind darüber hinaus Teil der Filmhandlung.